# Elisa de Lamartine
Elisa de Lamartine o Marianne de Lamartine, nascuda Mary Ann Elisa Birch a Llenguadoc el dia 13 de març de 1790 i morta el 24 de maig de 1863 a París, fou una pintora, escultora, dissenyadora, il·lustradora i música francesa d'origen britànic.

## Biografia
Va ser batejada a la parròquia de Saint-Félix, a Béziers, el 20 d'abril de 1790 amb els noms de Marie Anne Elise Birch abans de tornar a ser batejada el 31 de maig de 1792 a la parròquia de St. Anne, al Soho, City of Westminster, de Londres. Era filla del major William Henry Birch i de Christina Cordelia Reessen.
Antiga alumna d'Henri Descaine, al 1843 Lamartine va treballar amb l'escultor François Jouffroy en una pica d'aigua beneita de marbre a l'església de Saint-Germain l'Auxerrois, a París, que encara es pot veure.
El 1847 va concebre el projecte d'una escultura al·legòrica del riu Saona per al pont de Saint-Laurent que ara s'exposa al Museu d'Art de Mâcon.
Casada amb Alphonse de Lamartine a l'església de Saint-Pierre de Maché, a Chambéry, el juny de 1820, fou la primera model per a un bust de Marianne. Molts poemes del seu marit també van ser il·lustrats per Elisa de Lamartine. Va tenir dos fills: Félix Marie Emilius Alphonse de Lamartine, nascut a Roma el 1821 i mort a París el 1822, i Marie Louise Julie de Lamartine, nascuda a Mâcon el 1822 i morta al Líban el 1832.

## Exposició
L'any 2003, en el marc de la biennal Lamartine, se li va dedicar una exposició titulada Évocation de Marianne de Lamartine al museu Lamartine de Mâcon.

## Obres en col·leccions públiques
- Mâcon:

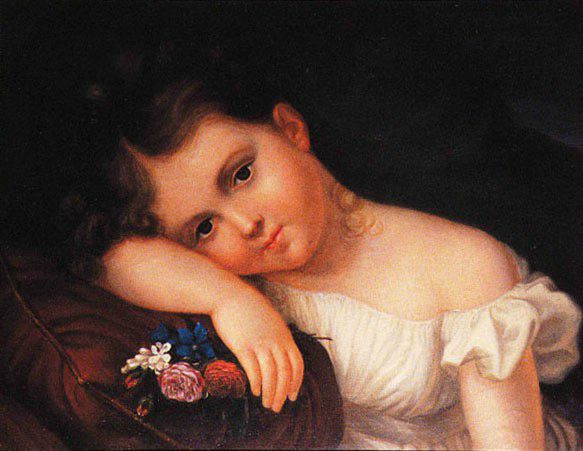
Retrat de Marie Louise Julie de Lamartine, Castell de Saint-Point.

  - Museu Lamartine: La Saona i el Loira, 1847, maquetes en guix d'un projecte de decoració no realitzat per al pont de Saint-Laurent, a Mâcon.
  - Museu de les Ursulines:
    - Roman Charity, oli sobre tela;
    - Urania, oli sobre tela.
- París, Museu de la Vida Romàntica: Flors a l'altar, vers 1846, poema autògraf d'Alphonse de Lamartine, il·lustrat per Elisa de Lamartine.
- Saint-Point, castell de Saint-Point: Retrat de Marie Louise Julie de Lamartine, oli sobre tela.[11]

## Iconografia
- Jean-Léon Gérôme, Retrat de Madame de Lamartine, 1849, Montauban, Museu Ingres.[12]
- François Claudius Compte-Calix, Madame de Lamartine adoptant els fills dels patriotes assassinats a les barricades de París durant la revolució de 1848, Castell de Barnard, Museu Bowes.
- Johann Ender, Retrat de Marie Anne Elisa de Lamartine, 1821, dibuix gravat per Thomas-Casimir Regnault.[13] Una còpia del gravat es conserva al Palau de Versalles.